# Noël de Fribois
Noël de Fribois, né vers 1400 et mort vers 1467, est un notaire royal, historiographe médiéval du XVe siècle sous le roi Charles VII.

## Biographie
D'origine normande, il entre au service de Jean d'Harcourt en 1420 avant de devenir notaire et secrétaire du roi Charles VII de 1425 à 1444 au moins. En 1438, il occupe les fonctions de notaire au Concile de l'Église gallicane de Bourges.
Il est considéré à l'époque comme conseiller royal, sans que ce titre soit réellement attribué, par les deux écrits historiques qu'il a laissé: le Mirouer historial abregié de France (1451) et l'Abrégé des croniques de France (1459).
Les deux ouvrages énumèrent les fondations royales, rapportent comment les rois et les empereurs de France ont secouru les saints et certains papes réfugiés dans leur royaume. Ils soulignent la relation particulière entre Dieu et la couronne française. Le rayonnement international du roi est souligné par une description du protocole observé lorsque roi, empereur et pape sont en présence.
Il participe, en tant que notaire du roi, à la Pragmatique Sanction de 1438 mais n'en parle pas dans ses écrits pour ménager roi et pape. Par contre, Il conseille au roi de défendre la paix, la concorde et l'amour parmi ses sujets, de gouverner en toute justice, de frapper les coupables, de promouvoir ceux qui le méritent et de punir tout comportement vénal.
Il reprend dans l'Abrégé les thèmes forts de Thomas d'Aquin sur les vertus princières, sur le lien entre justice et prudence.
Fribois insiste sur l'importance de la loi salique des Francs, justifiant l'exclusion d'Édouard III d'Angleterre et de ses descendants à la succession à la couronne de France.
Il meurt vers 1467-68.